# Pierre Antoine Anselme Malet
Pour les articles homonymes, voir Malet.
Pierre Antoine Anselme Jean Laurent Malet, né le 9 janvier 1778 à Avignon (Vaucluse), mort le 9 août 1815 à Charleroi (Belgique), est un général de brigade français du Premier Empire

## États de service
Il entre en service en 1793, comme soldat à la 29e demi-brigade légère, et il participe à toutes les campagnes de 1793 à 1815. Il est blessé à la bataille de Lodi le 10 mai 1796, à la bataille de Saint-Jean-d’Acre en 1799, à la bataille de Marengo le 14 juin 1800, et à la bataille d’Essling le 22 mai 1809.
Il est fait chevalier de la Légion d’honneur le 14 juin 1804, et officier de l’ordre le 6 avril 1813. Il est créé chevalier de l’Empire le 15 mars 1810.
En 1811, il est capitaine de la 1re compagnie du 2e bataillon du  1er régiment de voltigeurs de la garde impériale. En 1814, il est chef d’état-major de la Garde impériale à l’île d’Elbe. Le 13 avril 1815, il est nommé colonel-major au 3e régiment de chasseurs à pied de la Garde impériale, et il est promu général de brigade le 15 juin 1815. 
Il est blessé le 18 juin 1815, à la bataille de Waterloo, et il meurt le 9 août 1815, dans la demeure de Henry-Louis Binard, médecin à Charleroi, des suites de ses blessures. 

## Dotations
- Le 1er février 1808 : Dotation de 500 francs sur le Monte Napoleone
- Le 10 avril 1815 : Dotation sur le domaine extraordinaire

## Sources
- « La noblesse d’Empire » (consulté le 7 mai 2014)